# Chevrolet Montana
Chevrolet Montana – samochód osobowo-dostawczy typu pickup klasy miejskiej, a następnie klasy kompaktowej produkowany pod amerykańską marką Chevrolet od 2003 roku. Od 2023 roku produkowana jest trzecia generacja modelu.

## Pierwsza generacja

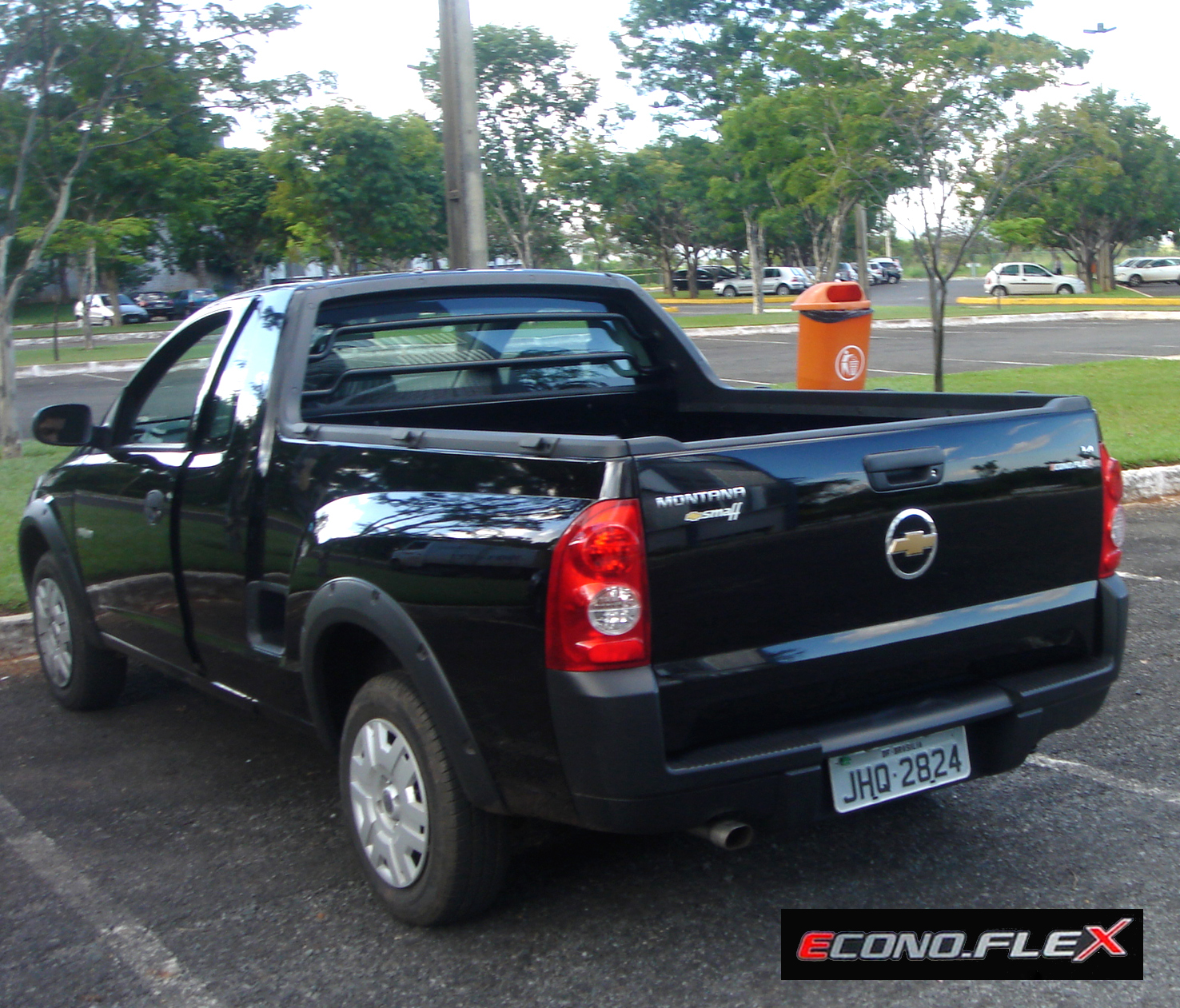
Chevrolet Montana I – tył

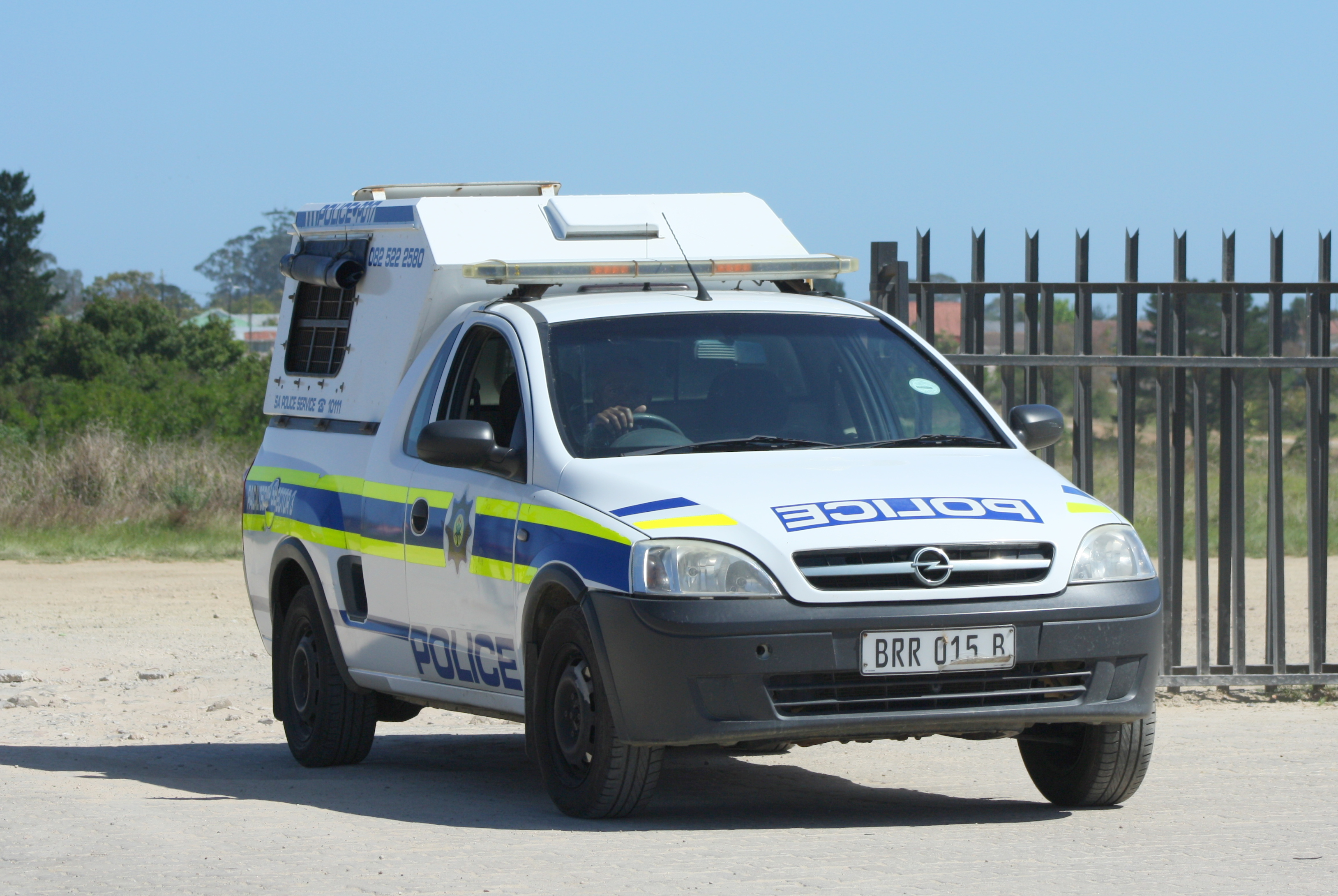
Południowoafrykański Opel Corsa Utility

Chevrolet Montana I został zaprezentowany po raz pierwszy w 2003 roku.
Przy okazji nowego wcielenia latynoamerykańskiego Chevroleta Corsa, General Motors zdecydowało się nadać nową, odrębną nazwę opracowanej z myślą o tym regionie odmiany pickup.
W ten sposób na rynek trafił model Montana, który charakteryzował się dwumiejscową kabiną pasażerską z niewielką przestrzenią transportową za fotelami, a także dużym przedziałem transportowym zwieńczonym zaokrąglonymi, dużymi lampami umieszczonymi na krawędziach błotników.
Chevrolet Montana pierwszej generacji do przednich drzwi był identyczny z Chevroletem Corsa oferowanym równolegle m.in. w Brazylii, Argentynie i Chile.

### Sprzedaż
Montana pierwszej generacji była eksportowana z brazylijskich zakładów także do Meksyku, gdzie oferowana była pod nazwą Chevrolet Tornado. Ponadto, samochód był montowany w systemie CKD także w Południowej Afryce, gdzie oferowano go jako element tamtejszej oferty Opla jako Opel Corsa Utility.

### Silnik
- R4 1.3l MujtiJet
- R4 1.8l Family

## Druga generacja

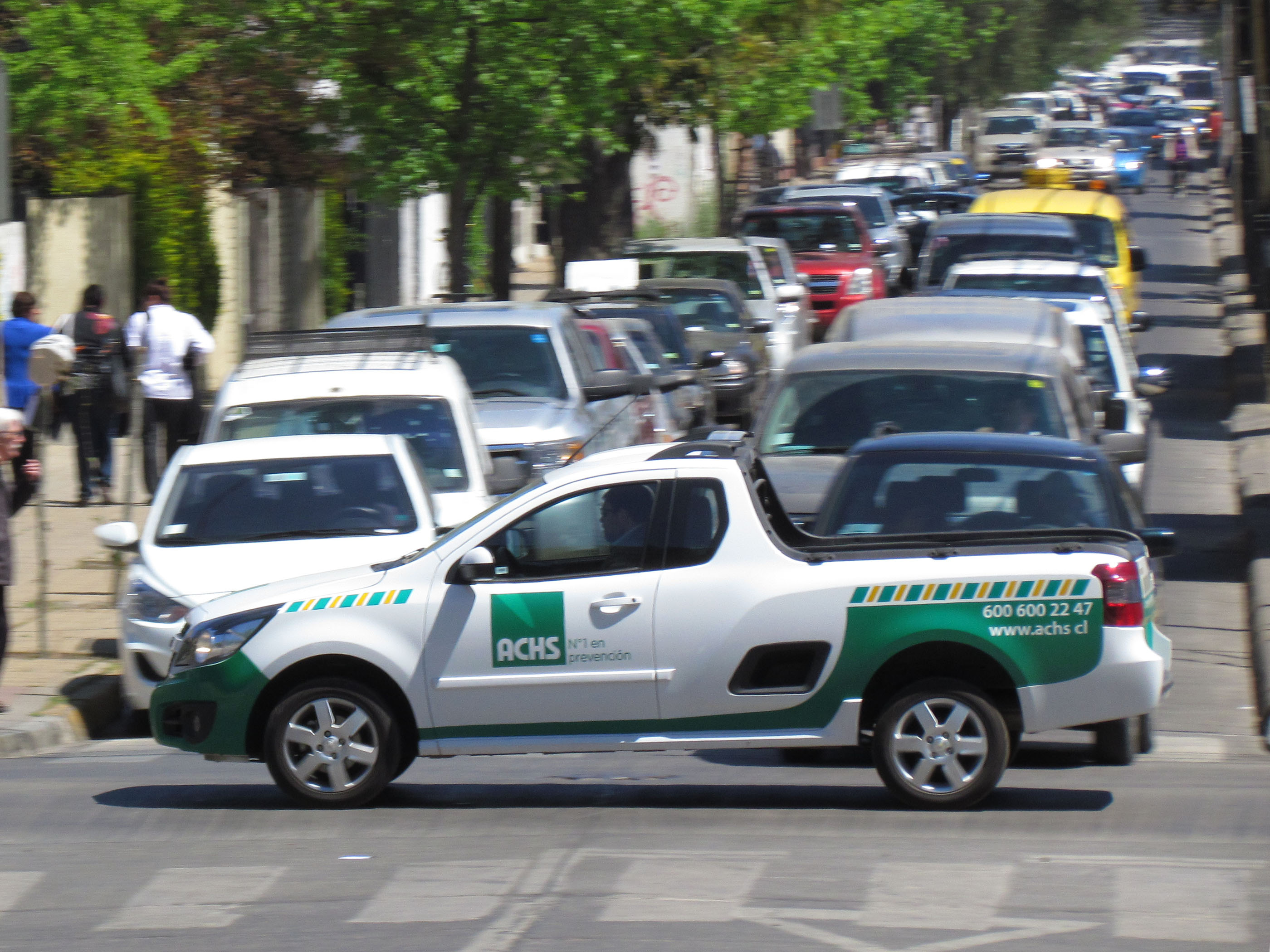
Chevrolet Montana II – profil

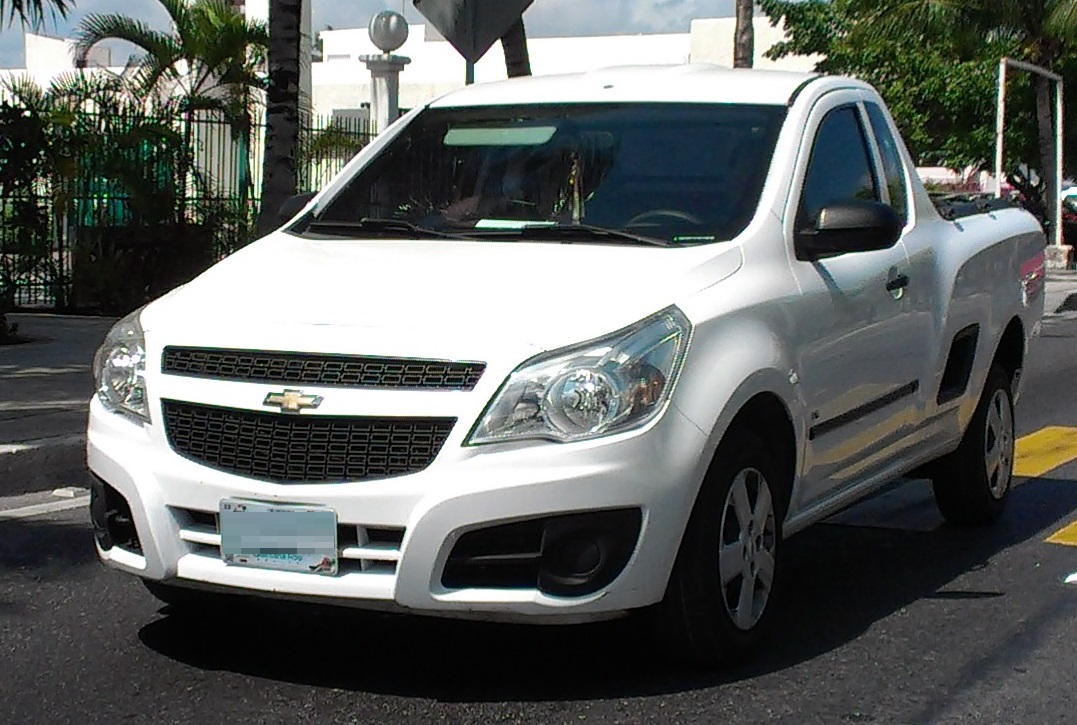
Meksykański Chevrolet Tornado II

Chevrolet Montana II został zaprezentowany po raz pierwszy w 2010 roku.
W ramach nowej polityki General Motors wobec rynku Ameryki Południowej, w myśl której wycofano się z zapożyczania na potrzeby lokalnej gamy Chevroleta konstrukcji europejskiego Opla. W ten sposób, druga generacja Montany została opracowana na bazie opracowanego w Brazylii Chevroleta Agile.
W porównaniu do poprzednika, Montana II zyskała ostrzej zarysowaną sylwetkę. Pas przedni zyskał duże, agresywnie stylizowane reflektory, a także większą niż dotychczas atrapę chłodnicy przedzieloną poprzeczką w kolorze nadwozia. Kabina pasażerska stała się przestronniejsza, podobnie jak przedział transportowy.

### Sprzedaż
Druga generacja Chevroleta Montany ponownie trafiła na eksport do Meksyku jako Chevrolet Tornado, a także Południowej Afryki, gdzie tym razem samochód również zasilił lokalną ofertę Chevroleta jako Chevrolet Utility. Samochód pozostał w produkcji łącznie przez 11 lat, znikając z rynku w maju 2021 roku.

### Silniki
- R4 1.4l EconoFlex
- R4 1.7l Circle-L

## Trzecia generacja

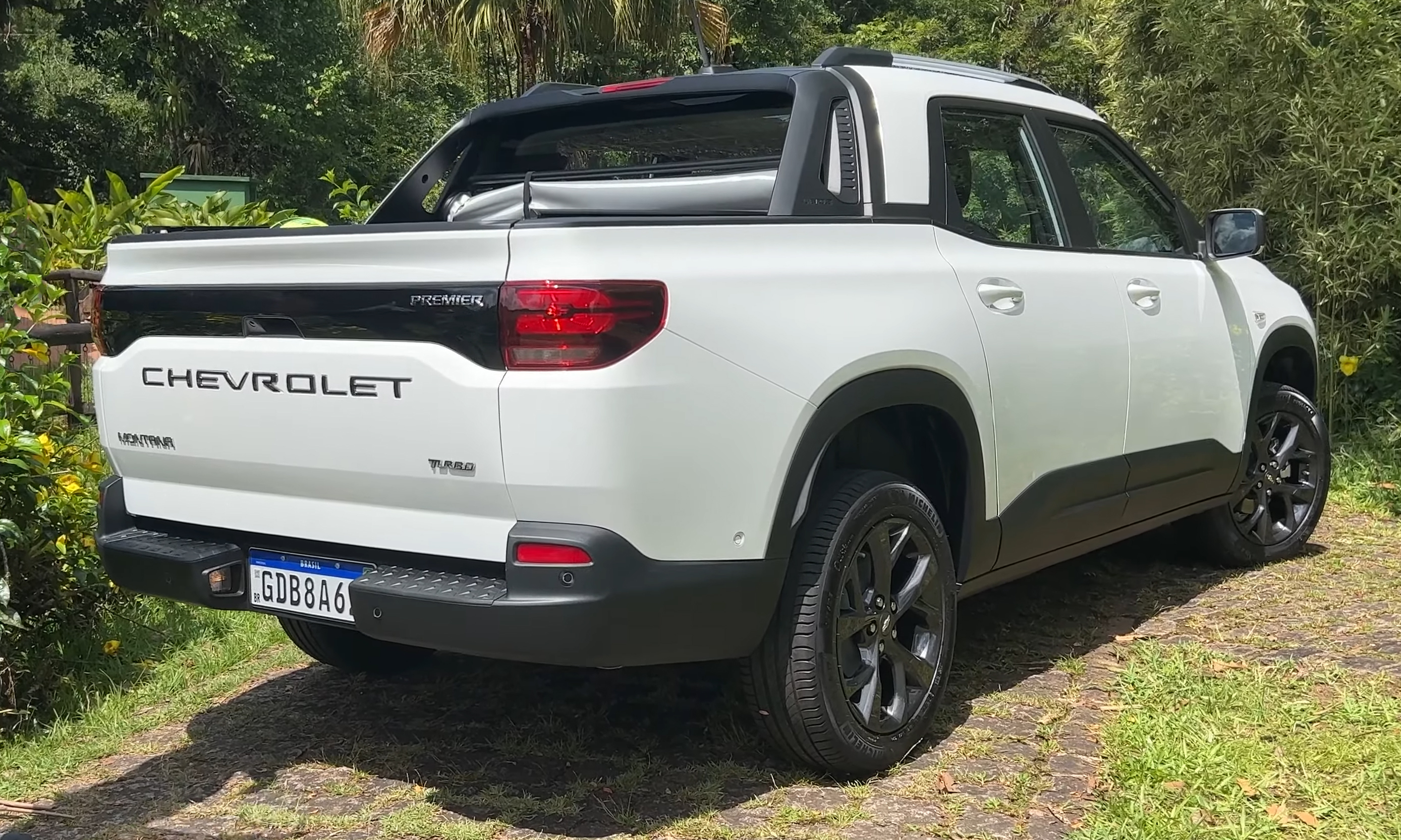
Chevrolet Montana III – tył

Chevrolet Montana III – sylwetka

Chevrolet Montana III został zaprezentowany po raz pierwszy w 2022 roku.
Po zakończeniu produkcji dotychczasowej generacji Montany w maju 2021, gama Chevroleta w Ameryce Południowej pozostała bez taniego pickupa na kolejne półtora roku. W tym czasie, brazylijski oddział był skoncentrowany na rozwoju zupełnie nowego, trzeciego wcielenia, by oficjalną specyfikację oraz fotografie ujawnić pierwszego dnia grudnia 2022.
Samochód przeszedł obszerną metamorfozę w stosunku do poprzednika. Z lekkiej miejskiej dwumiejscowej półciężarówki o użytkowym charakterze stał się większym, kompaktowym pickupem z 4 drzwiami i 5 miejscami dla pasażerów, tym razem o bardziej lifestyle'owej specyfice. W czasie gdy poprzednie dwie generacje wywodziły się z klasycznego miejskiego samochodu osobowego, tak bazą dla trzeciej generacji Montany został crossover Tracker. Kompaktowy pickup zapożyczył od niego m.in. projekt deski rozdzielczej, która zdominowana została przez centralny 8-calowy ekran dotykowy systemu multimedialnego, umożliwiającego łączność m.in. z Apple CarPlay i Android Auto.
Chevrolet Montana trzeciej generacji utrzymany został w agresywnej, masywnej stylistyce, z dwurzędowymi reflektorami, dużym sześciokątnym wlotem powietrza, a także obszernym przedziałem transportowym o zróżnicowanych możliwościach aranżacji, tzw. „Multi-Flex”. Klapa przedziału transportowego zyskała wytłoczenie dużego napisu „Chevrolet”, uzyskując dostęp do przestrzeni o pojemności 874 litrów. Do napędu Montany III wykorzystany został jeden, trzycylindrowy silnik benzynowy o pojemności 1,2 litra i mocy 133 KM, współpracujący z sześciostopniową przekładnią manualną lub automatyczną.

### Sprzedaż
Chevrolet Montana trzeciej generacji zbudowany został głównie z myślą o rynku Ameryki Południowej, z początkiem produkcji wyznaczonym na pierwsze dni 2023 roku. Dostawy do klientów zaplanowane zostały na luty 2023 roku, poczynając od takich krajów jak Brazylia, Argentyna czy Chile.

### Silnik
- R3 1.2l Turbo 133 KM